# Jack Agazarian
Jack Agazarian (19 décembre 1916–29 mars 1945) fut un agent secret britannique du Special Operations Executive, section F, pendant la Seconde Guerre mondiale. Il fut l'un des opérateurs radio du réseau Prosper-PHYSICIAN de Francis Suttill « Prosper ». Lorsque le réseau s'effondra, il fut arrêté, torturé, déporté au camp de Flossenbürg et exécuté par les Allemands.

## Biographie
1915. Le 27 août, naissance de Jack Agazarian à Londres.
Éducation en France et en Angleterre (Dulwich College).
Employé dans les affaires de son père.
À la déclaration de guerre, il rejoint la Royal Air Force.
Il est recruté par le SOE comme opérateur radio.
1942.
- Il suit l'entraînement.

Première mission en France
Définition de la mission : il vient comme deuxième opérateur radio du réseau Prosper-PHYSICIAN nouvellement formé par le SOE, avec Francis Suttill à sa tête.
- Décembre, il arrive à Paris. Sa femme Francine le rejoint un peu plus tard.

1943.
- Il travaille occasionnellement pour Henri Déricourt, un ancien pilote de l'armée de l'air dont le travail consiste à trouver des terrains d'atterrissage et à organiser la réception des agents arrivant par avion. À un moment, il commence à se poser des questions sur la loyauté de Déricourt et rapporte à Londres ses soupçons et ceux d'autres agents.
- Agazarian est repéré par la Gestapo, et en plusieurs occasions manque de justesse d'être arrêté.
- Francis Suttill considère la présence continue d'Agazarian comme constituant un risque en matière de sécurité.
- 16 juin. Agazarian est renvoyé par avion Lysander en Angleterre.

À Londres
- Il réitère son inquiétude à propos de la loyauté de Déricourt, auprès de Nicolas Bodington et de Maurice Buckmaster, lesquels néanmoins ne sont pas convaincus. Cependant, quand Noor Inayat Khan « Madeleine » perd contact avec le réseau Prosper, le quartier général s'inquiète de plus en plus. Leo Marks, le chef des codes et du cryptage au SOE est convaincu que Gilbert Norman, l'opérateur radio, transmet sous le contrôle des Allemands.

Deuxième mission en France
Définition de la mission : Agazarian accompagne Nicolas Bodington pour déterminer l'état du réseau Prosper.
- 22 juillet. Agazarian et Bodington sont déposés par avion dans la nuit du 22 au 23 juillet[1].
- Bodington arrange une rencontre avec Gilbert Norman à une adresse convenue rue de Rome, près de la Gare Saint-Lazare, mais c'est Agazarian, et non pas Bodington, qui vient au rendez-vous[2].

Aux mains de l'ennemi
- 26 juillet. Les inquiétudes étaient fondées, et les Allemands ont bien pénétré le réseau. Agazarian est arrêté. Trois membres du réseau, le courrier Andrée Borrel « Denise », le chef Francis Suttill « Prosper » et l'opérateur radio Gilbert Norman « Archambault » sont en prison depuis le 24 juin, et les transmissions radio de Gilbert Norman sont en réalité opérées par les Allemands. Le rôle d'Henri Déricourt dans l'effondrement du réseau Prosper n'est pas complètement élucidé. Après la guerre, il sera jugé en tant qu'agent double, mais sera acquitté faute de preuves, avec le soutien de Nicolas Bodington venu témoigner en sa faveur.
- Agazarian endure la torture pendant six mois à la prison de Fresnes.
- Il est déplacé au camp de concentration de Flossenbürg et maintenu à l'isolement.

1945. Jack Agazarian est exécuté le 29 mars à Flossenbürg.

## Identités
- État civil : Jack Charles Stanmore Agazarian
- Comme agent du SOE, section F :
  - Nom de guerre (field name) : « Marcel »
  - Nom de code opérationnel : USHER (en français HUISSIER)
  - Nom de code du Plan, pour la centrale radio : GLAZIER (en français VITRIER)
  - Identité de couverture : Jacques Chevallier

Parcours militaire :
- Unité d'origine : Royal Air Force Volunteer Reserve.
- Grade : Flight Lieutenant ; matricule : Numéro : 71106

## Famille
- Son père : Berdge Rupen, homme d'affaires, Arménien d'origine.
- Sa mère : Jacqueline Marie-Louise Le Chevalier, Française.
- Ses frères (2) :
  - Noël "Aggie", né le 26 décembre 1916 ; 72550 Flying Officer (pilote), 274 Squadron R.A.F.V.R. ; tué au combat au Moyen-Orient le 16 mai 1941. Son Spitfire est exposé à l'Imperial War Museum ;
  - Levon ;
- Sa sœur : Monique "Aggie" (17 juillet 1920, Surrey - 1993)[3]
- Sa femme : Françoise Isabella ("Francine") Agazarian (décédée en 1999), également agent du SOE section F, nom de guerre « Marguerite ».

## Reconnaissance

### Distinctions
- France :  Chevalier de la Légion d'honneur (LH),  Croix de guerre 1939–1945 (CG) avec Palme[Quand ?].
- Royaume-Uni : Mentioned in Despatches.

### Monuments
- En tant que l'un des 104 agents de la section F du SOE mort pour la France, Jack Agazarian est honoré au mémorial de Valençay, Indre, France.
- Jack Agazarian est honoré au Runnymede Memorial, Surrey, Angleterre, panneau 265.
- Musée du camp de Flossenbürg : une plaque, inaugurée le 22 juillet 2007, rend hommage à Jack Agazarian parmi quinze agents du SOE exécutés.